# Terence Osborn Ranger
Terence Osborn Ranger (* 29. November 1929; † 3. Januar 2015) war ein sozialwissenschaftlich tätiger britischer Historiker mit Forschungsschwerpunkt koloniale und postkoloniale Geschichte Ostafrikas, insbesondere Simbabwes.

## Leben und Wirken
Terence Ranger studierte an der University of Oxford. Dort wurde er auch promoviert. 1957 ging er an das University College of Rhodesia and Nyasaland (heute University of Zimbabwe), wo er Vorlesungen über mittelalterliche und moderne Geschichte hielt. In der Folge spezialisierte er sich allerdings auf afrikanische Geschichte. Aufgrund seines Engagements zugunsten der schwarzafrikanischen Unabhängigkeitsbewegung in der Föderation von Rhodesien und Njassaland wurde er 1963 aus dem von der weißen Minderheitsregierung selbständig proklamierten Südrhodesien ausgewiesen und übernahm Lehrstühle an der Universität von Dar es Salaam, an der UCLA und in Manchester und Oxford, wo er bis zu seiner Emeritierung 1997 den Rhodes Chair of Race Relations innehatte. Anschließend nahm er noch bis 2001 eine Gastprofessur an der University of Zimbabwe wahr.
Rangers akademische Arbeit hat erheblich zum vertieften Wissen über die Geschichte und Gesellschaft Ostafrikas und insbesondere Simbabwes beigetragen. Von großer Bedeutung ist auch sein Beitrag zur methodologischen Erneuerung afrikanischer Geschichtswissenschaft im Allgemeinen. Am bekanntesten und weit über die Afrikanistik hinausreichend ist seine gemeinsam mit Eric Hobsbawm herausgegebene Aufsatzsammlung The Invention of Tradition aus dem Jahr 1983, die das ideologiekritische Konzept der erfundenen Tradition eingeführt und dazu beigetragen hat, kulturwissenschaftliche Methoden in der Historiographie zu verbreiten.
Die Influenza-Pandemie nach dem Ersten Weltkrieg im Jahr 1918/1819 im südlichen Rhodesien bewertete Terence Ranger in diesem Sinne als eine „crisis of comprehension“, in der die Afrikaner Lösungen aus der schrecklichen Krise in der Abkehr von westlicher Medizin und im „African Spirit of Churches“ gesucht hätten. Diese Intentionen, die, ohne sie bewerten zu wollen, immerhin einen produktiven Umgang mit der Krise darstellten, stärkten die eigene, traditionelle Medizin.
Ranger, der sich intensiv mit Menschenrechtsfragen befasste, gründete 1981 zusammen mit Guy Clutton-Brock die Britain Zimbabwe Society, deren Präsident er seit 2006 war. Er gehörte auch der Organisation Asylum Welcome und sprach sich angesichts der andauernden Staatskrise in Simbabwe öffentlich gegen die erzwungene Abschiebung simbabwischer  Asylsuchender aus Großbritannien aus.
1988 wurde er zum Mitglied der British Academy gewählt.

## Schriften (Auswahl)
Monographien
Herausgeberschaften
- mit Eric Hobsbawm: The Invention of Tradition, Cambridge University Press, Cambridge 1992, ISBN 0521437733.
- Postcolonial Identities in Africa, Zed Books, 1996, ISBN 1856494160.
- mit Ngwabi Bhebe (Hrsg.): Society in Zimbabwe's Liberation War, Heinemann, London 1996, ISBN 0-435-07411-3.
- mit Edward A. Alpers: Aspects of Central African History, Heinemann, London 1968.